# Madsen M47
O Madsen M47 é um fuzil dinamarquês de ação por ferrolho projetado para ser equipado com uma ampla gama de cartuchos militares contemporâneos. O M47 foi o último fuzil de ação por ferrolho projetado com a intenção de ser de uso geral para tropas de infantaria. O M47 foi disponibilizado para compra pela primeira vez em 1951, comercializado principalmente para países que não tinham condições de comprar fuzis semiautomáticos para suas forças armadas. No entanto, com a disponibilidade sem precedentes de armas leves excedentes de baixo custo e a rápida proliferação de fuzis autocarregáveis após a Segunda Guerra Mundial, a demanda global por tal fuzil era muito baixa e o M47 recebeu muito pouco interesse comercial.

## História
Projetado pela Madsen em 1947, o fuzil M47 foi anunciado como uma arma de infantaria individual leve, robusta e fácil de usar. O Madsen só é conhecido por ter recebido um contrato de produção da Colômbia em 1958, que incluía até 6.000 fuzis de comprimento padrão com câmara em .30-06 Springfield e apresentando um carregador interno de 5 tiros, junto com baionetas tipo faca. Esses fuzis não são conhecidos por terem sido emitidos fora do uso cerimonial e, em vez disso, foram armazenados como excedentes até sua compra e exportação para os Estados Unidos para venda ao consumidor na década de 1960.

## Recursos
Quando comercializado pela primeira vez em 1951, a Madsen ofereceu várias opções com o fuzil, incluindo uma versão de carabina de peso leve; miras telescópicas; capacidades de carregador de 5 e 10 cartuchos; e uma variedade de câmaras em cartuchos de serviço militar contemporâneos, que posteriormente incluíram 7,62×51mm NATO. Os recursos padrão incluíam um freio de boca integrado ao cano, uma soleira de borracha espessa e um conjunto de alça de mira tangente deslizante ajustável ao vento com uma abertura de anel fantasma à frente da ação.

## Operadores

### Ex-operadores
- Dinamarca
- Colômbia